# 하루만의 임금님
하룻만의 임금님은 주세페 베르디가 1840년에 작곡한 오페라이다.